# Товариство Ліги Націй
Товариство Ліги Націй було політичною групою, яка займалася кампанією за створення міжнародної організації націй з метою запобігання війні.
Товариство було засновано в 1915 році Бароном Леонардом Кортні та Бароном Віллоубі Дікінсоном, членами Британської ліберальної партії, і Бароном Чарльзом Кріспі, членом Консервативної партії . Група проводила кампанію за створення Ліги Націй, її інтереси здебільшого були мотивовані пацифізмом і протидією Першій світовій війні. 
На товариство вплинули пропозиції Групи Брайса, і багато членів цієї групи також входили до його складу. Однак воно відрізнялося від Групи Брайса тим, що пропонувало, щоб майбутня міжнародна ліга мала можливість запроваджувати санкції для виконання арбітражних рішень, а не лише змушувати нації передавати суперечки в арбітраж. 
Товариство швидко зростало кількістно, призначивши Марджері Спрінг Райс своїм секретарем , і за кілька років налічувало кілька тисяч членів.  До 1917 року Вудро Вільсон підтримав принцип створення Ліги Націй, і менш радикальні прихильники цієї ідеї сформували Асоціацію Вільних Націй. У 1918 році ці дві організації об’єдналися, утворивши Союз Ліги Націй . 